# Глендејл (Јута)
Глендејл (енгл. Glendale) град је у америчкој савезној држави Јута.

## Демографија
По попису из 2010. године број становника је 381, што је 26 (7,3%) становника више него 2000. године.
| Група             | 2000.       | 2010.       |
| Белци             | 338 (95,2%) | 368 (96,6%) |
| Афроамериканци    | 0 (0,0%)    | 0 (0,0%)    |
| Азијати           | 0 (0,0%)    | 0 (0,0%)    |
| Хиспаноамериканци | 14 (3,9%)   | 9 (2,4%)    |
| Укупно            | 355         | 381         |